# Lao Army Football Club
Maillots
Actualités
Le Lao Army Football Club, plus couramment abrégé en Lao Army FC, est un club laotien de football fondé en 1998 et basé à Vientiane, la capitale du pays.
C'est le club représentant l'armée laotienne.

## Histoire
Fondé à Vientiane, il compte neuf titres nationaux : huit titres de champion du Laos et une Prime Minister's Cup. C'est l'un des meilleurs clubs du Laos des années 1990, où il se forge l'essentiel de son palmarès. Il joue ses rencontres à domicile au Army Stadium KM5 de Vientiane. La participation du club au championnat national est irrégulière durant les années 2010 : il manque ainsi la saison 2015
En dépit de ses nombreux titres, le club n'a jamais participé à une Coupe d'Asie, le Laos étant en retrait des compétitions internationales lors de la période de domination du Lao Army FC.
Le club compte dans ses rangs trois internationaux laotiens : Kovanh Namthavixay, Viengsavanh Sayyaboun et Ketsada Souksavanh, qui n'a joué qu'une seule saison au club, en 2008. 
Le Lao Army FC joue ses rencontres au Stade national du Laos et à l'Army Stadium KM5, tous les deux situés à Vientiane. 

## Palmarès
| Compétitions nationales                                                                                         | Compétitions amicales                                                |
| --- | -------------------------------------------------------------------- |
| - Championnat du Laos (8) : - Vainqueur : 1990, 1991, 1992, 1993 (partagé), 1994, 1996, 1997 (partagé) et 2008. | - Prime Minister's Cup (1) : - Vainqueur : 2013. - Finaliste : 2003. |

### Liens
- Championnat du Laos de football
- Fiche du club sur le site soccerway